# Jock Wallace
Jock Wallace (Wallyford, 6 settembre 1935 – Wallyford, 24 luglio 1996) è stato un allenatore di calcio e calciatore britannico, di ruolo portiere.

## Carriera
Giocò dal 1952 al 1969 vestendo la maglia di sei squadra diverse.
Da allenatore legò la sua figura a quella dei Rangers di Glasgow.

## Palmarès

### Allenatore

#### Competizioni nazionali
- Second Division: 1

Leicester City: 1979-1980
- Campionato scozzese: 3

Rangers: 1974-1975, 1975-1976, 1977-1978
- Coppa di Scozia: 3

Rangers: 1972-1973, 1975-1976, 1977-1978
- Coppa di Lega scozzese: 4

Rangers: 1975-1976, 1977-1978, 1983-1984, 1984-1985